# L'Enfant miroir (film, 1990)
Pour plus de détails, voir Fiche technique et Distribution.
L'Enfant miroir (The Reflecting Skin) est un film britanno-canadien écrit et réalisé par Philip Ridley, sorti en 1990 avec Jeremy Cooper, Viggo Mortensen et Lindsay Duncan. Décrit par son réalisateur comme une "interprétation mythique" de l'enfance, le film tisse des éléments de vampirisme, de surréalisme, de comédie noire, de symbolisme et de fanatisme religieux tout au long de son récit sur les perceptions et les fantasmes d'un jeune garçon impressionnable dans l'Amérique des années 1950. L'Enfant Miroir place la majorité de son action en extérieur, autour des fermes délabrées et des champs de blé de l'Idaho, filmés dans une lumière solaire crue qui s'oppose à des personnages et une intrigue sombres.

## Synopsis
Dans les années 1950, Seth Dove, huit ans, vit avec ses parents Luke et Ruth dans l'Amérique rurale des Grandes Plaines. Luke tient une station service. Seth a un frère ainé, Cameron, qui fait son service militaire.  Ruth traite Luke avec mépris et Seth avec dureté et a très hâte que Cameron revienne de l'armée. 
Seth fait la rencontre d'une jeune femme d'origine anglaise qui s'est installée dans le coin et vit seule.  Perturbé par son comportement étrange, il se persuade qu'elle est une vampire et commence à l'espionner. Peu de temps après, un ami de Seth, qui avait disparu, est retrouvé mort et le shérif soupçonne Luke, le père de Seth.

## Fiche technique
Sauf indication contraire, les informations mentionnées dans cette section peuvent être confirmées par la base de données cinématographiques IMDb,  présente dans la section « Liens externes ».
- Titre original : The Reflecting Skin
- Titre français : L'Enfant miroir
- Réalisation et scénario : Philip Ridley
- Direction artistique : Rick Roberts
- Décors : Andrea French
- Photographie : Dick Pope
- Montage : Scott Thomas
- Musique : Nick Bicât
- Pays d'origine : Royaume-Uni Canada
- Format : Couleurs - 35 mm - 1,85:1 - Dolby
- Genre : drame, horreur, thriller
- Durée : 96 minutes
- Dates de sortie :
  - Suisse : août 1990 (Festival international du film de Locarno)
  - France : 28 novembre 1990

## Distribution
- Jeremy Cooper : Seth Dove
- Viggo Mortensen : Cameron Dove
- Lindsay Duncan : Dolphin Blue
- Sheila Moore : Ruth Dove
- Duncan Fraser : Luke Dove
- David Longworth : Joshua
- Robert Koons : Sheriff Ticker
- David Bloom : Deputy

## Récompenses
Sauf indication contraire, les informations mentionnées dans cette section peuvent être confirmées par la base de données cinématographiques IMDb,  présente dans la section « Liens externes ».
- Festival international du film de Locarno 1990 : prix FIPRESCI
- Festival international du film de Catalogne 1990 : prix de la meilleure actrice pour Lindsay Duncan, prix de la meilleure photographie
- Festival international du film de Stockholm 1990 : prix FIPRESCI